# Majandusline rühm
Die inoffiziell als Majandusline rühm (deutsch: Wirtschaftliche Gruppe) oder kurz als Majandusrühm (Wirtschaftsgruppe) bezeichnete Vereinigung war eine Interessenpartei im Estland der Zwischenkriegszeit.

## Geschichte und Programm
Die im Volksmund als „Wirtschaftsgruppe“ bezeichnete politische Gruppierung war eine kleine, aber relativ stabile Partei in der jungen estnischen Demokratie der 1920er und 1930er Jahre. Sie nahm von 1920 bis 1934 unter verschiedenen Namen erfolgreich an den Wahlen zum estnischen Parlament (Riigikogu) teil.
Die Partei wurde als Interessenvertretung der Hauseigentümer (estnisch majaomanikud) gegründet. Ihre Klientel wandte sich vor allem gegen staatlich festgesetzte Zwangsmieten und trat für die Rechte der Vermieter ein. Die Partei vertrat die Prinzipien der freien Marktwirtschaft, des Unternehmertums und des ökonomischen Wettbewerbs. Sozialen Eingriffen des Staates in die Gesellschaft stand sie grundsätzlich ablehnend gegenüber. Im Laufe ihrer Geschichte traten neben Hauseigentümern auch Unternehmer, Industrielle und Kaufleute der Partei bei.
Die Partei hielt unter verschiedenen Namen bei allen estnischen Parlamentswahlen eine stabile Zustimmungsrate. Anfang der 1930er Jahre kam es zu mehreren Partei- und Fraktionszusammenschlüssen im politischen System Estlands. Die Estnische Volkspartei (Eesti Rahvaerakond), die Christliche Volkspartei (Kristlik Rahvaerakond) und die Estnische Arbeitspartei (Eesti Tööerakond) vereinigten sich 1931/32 zur Nationalen Zentrumspartei. Sie war im Parteienspektrum eine typische Mitte-rechts-Partei. Ihr schloss sich am 5. Februar 1933 die Fraktion der „Hauseigentümer, Kaufleute, Industrielle und andere Unterstützer des Privateigentums“ (Majaomanikud, kaupmehed, töösturid ja teised eraomandust pooldajad) an.
Wichtigste Politiker der Partei waren Oskar Rütli, Jaan Masing, Johan Sepp und Mihkel Pung. Der populäre Wirtschafts- und Finanzfachmann Pung wurde im März 1919 erster Präsident der estnischen Notenbank (Eesti Pank). 1931 war er estnischer Wirtschaftsminister, im folgenden Jahr estnischer Außenminister. In den Kabinetten Teemant II (Juli 1926 bis März 1927) und Teemant III (März 1927 bis Dezember 1927) war die Partei als Koalitionspartner Mitglied der estnischen Regierung.

## Wahlergebnisse
| Wahl | Legislaturperiode | Name                                                                     | Deutsche Übersetzung                                                                        | Stimmen | Abgeordnete (Riigikogu=100 Mandate) |
| ---- | ----------------- | ------------------------------------------------------------------------ | ------------------------------------------------------------------------------------------- | ------- | ----------------------------------- |
| 1920 | 1. Riigikogu      | Majandusline rühm                                                        | Wirtschaftliche Gruppe                                                                      | 1,1 %   | 1                                   |
| 1923 | 2. Riigikogu      | Üleriiklik Majaomanikkude Seltside Liit                                  | Gesamtstaatliche Union der Hauseigentümervereine                                            | 2,2 %   | 2                                   |
| 1926 | 3. Riigikogu      | Üleriikline Majaomanikkude Seltside Liit ja teised eraomanduse pooldajad | Gesamtstaatliche Union der Hauseigentümervereine und andere Befürworter des Privateigentums | 2,4 %   | 2                                   |
| 1929 | 4. Riigikogu      | Majaomanikud, kaupmehed, töösturid ja teised eraomandust pooldajad       | Hauseigentümer, Kaufleute, Industrielle und andere Unterstützer des Privateigentums         | 2,9 %   | 3                                   |